# Sara Algotsson Ostholt
Sara Algotsson Ostholt (født 8. december 1974 i Rockneby, Sverige) er en svensk rytter. Ved Sommer-OL 2012 konkurrerede hun i både hold og individuel military. Algotsson vandt en sølvmedalje i den individuelle military.
Hun er yngre søster til rytteren Linda Algotsson. Hun er gift med den tyske rytter Frank Ostholt.